# Listes de mines en Australie
Voici des listes de mines situées en Australie, triées par type de production.

## Liste
En octobre 2012, il y a 405 mines en exploitation en Australie.

### Aluminium
- Worsley Alumina

### Argent
- Broken Hill ore deposit (en)
- Mine de Cannington
- Mine de Golden Grove
- mine Hilton (en)
- Mine de zinc de McArthur River
- Mine de Mount Isa
- mine Mount Morgan (en)
- Olympic Dam
- Mine de Prominent Hill
- Sunny Corner
- Wheal Watkins (en)

### Charbon
| - mine de charbon Anvil Hill (en) - Anglesea Power Station (en) - Balmain Colliery (en) - mine de charbon Blair Athol (en) - mine de charbon Cameby Downs (en) - mine de charbon Carmichael - Chain Valley Colliery (en) - mine de charbon Collinsville (en) - mine de charbon Coppabella (en) - mine de charbon Curragh (en) - Ebenezer Colliery (en) - mine de charbon Ensham (en) - mine de charbon Foxleigh (en) - mine George Fisher - mine de charbon German Creek (en) - mine de charbon Gregory (en) - mine Groote Eylandt Manganese | - Mine de Goonyella Riverside - mine de charbon Hail Creek (en) - mine Jeebropilly (en) - mine de charbon Jellinbah East (en) - mine de charbon Kestrel (en) - List of collieries in Newcastle (Australia) (en) - Lochend Colliery (en) - mine de charbon Middlemount (en) - Moonee Colliery (en) - mine de charbon Moranbah North (en) - Myuna Colliery (en) - mine New Acland (en) - mine New Oakleigh (en) - mine de charbon Newlands (en) - mine de charbon North Goonyella (en) | - mine de charbon Norwich Park (en) - mine de charbon Oaky Creek (en) - Mine de Peak Downs - mine de charbon Rolleston (en) - mine de charbon Saraji (en) - mine de charbon South Walker Creek (en) - South Waratah Colliery (en) - Stanford Main No. 2 Colliery (en) - Telford Cut (en) - Teralba Colliery (en) - Wallarah 2 Coal Project (en) - Wallarah Colliery (en) - mine de charbon Yarrabee (en) - mine Westside (en) |

### Cobalt
- Browns polymetallic ore deposit (en)
- Murrin Murrin Joint Venture (en)
- Mine de Ravensthorpe

### Cuivre

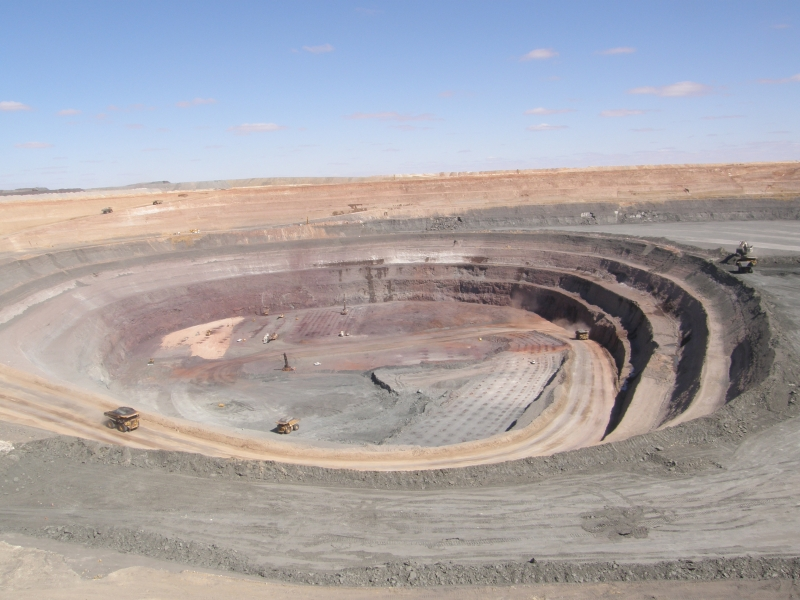
Mine de Prominent Hill, 2008

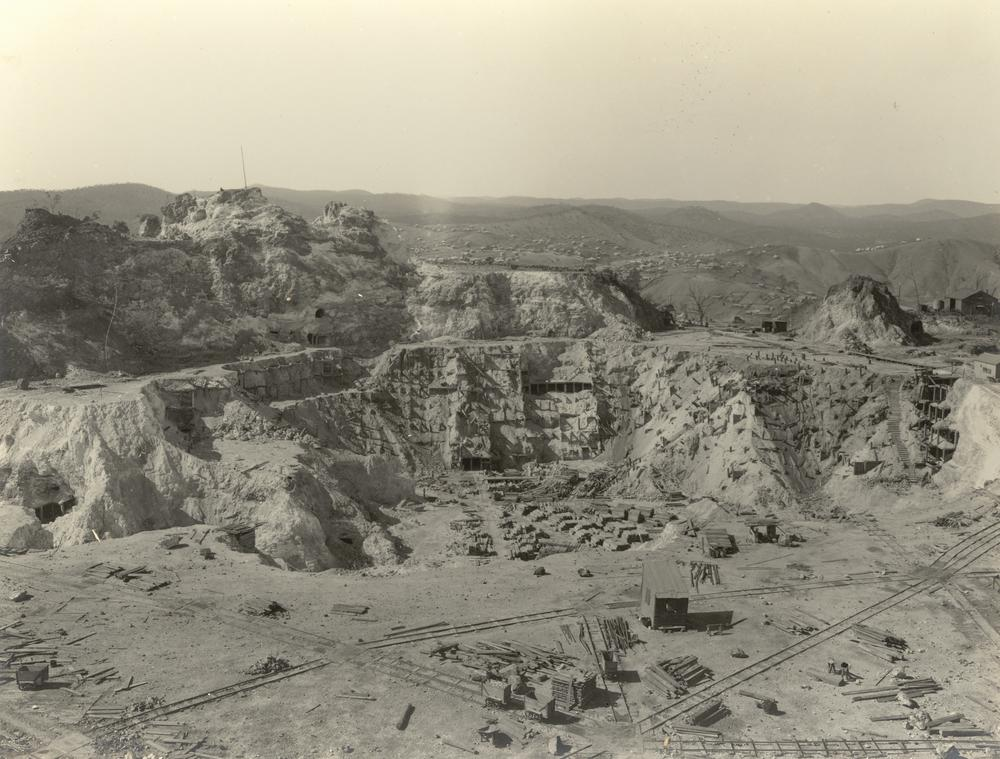
, 1903

- Browns polymetallic ore deposit (en)
- Mine de Cadia-Ridgeway
- mine Coppers of Tasmania (en)
- Mine de Golden Grove
- Mount Dundas (Tasmania) (en)
- mine Mount Elliott (en)
- Mine de Mount Isa
- mine Mount Jukes sites (en)
- mine Mount Morgan (en)
- Mount Read (Tasmania) (en)
- Olympic Dam
- Mine de Prominent Hill
- Mine de Telfer
- Wheal Hughes (en)

### Diamant
- Mine de diamants d'Argyle
- mine Merlin diamond (en)

### Plomb
- Broken Hill ore deposit (en)
- Browns polymetallic ore deposit (en)
- Mine de Cannington
- mine de nickel Emily Ann et Maggie Hays (en)
- Mine de Golden Grove
- mine Hilton (en)
- Mine de zinc de McArthur River
- Mine de Mount Isa
- mine Mount Keith (en)
- Murrin Murrin Joint Venture (en)
- Mine de Ravensthorpe
- Wheal Watkins (en)

### Nickel
- Browns polymetallic ore deposit (en)
- mine Emily Ann and Maggie Hays nickels (en)
- mine Mount Keith (en)
- Murrin Murrin Joint Venture (en)
- Mine de Ravensthorpe

### Talc
- mine Three Springs (en)

### Étain
- Emmaville
- Mount Bischoff (en)
- Renison Bell, Tasmania (en)

### Tungstène
- mine Cookes Creek (ceb)
- mine Dolphin (en)
- mine Mt Lindsay (en)
- mine Watershed (en)

### Uranium
- Mine d'uranium de Beverley

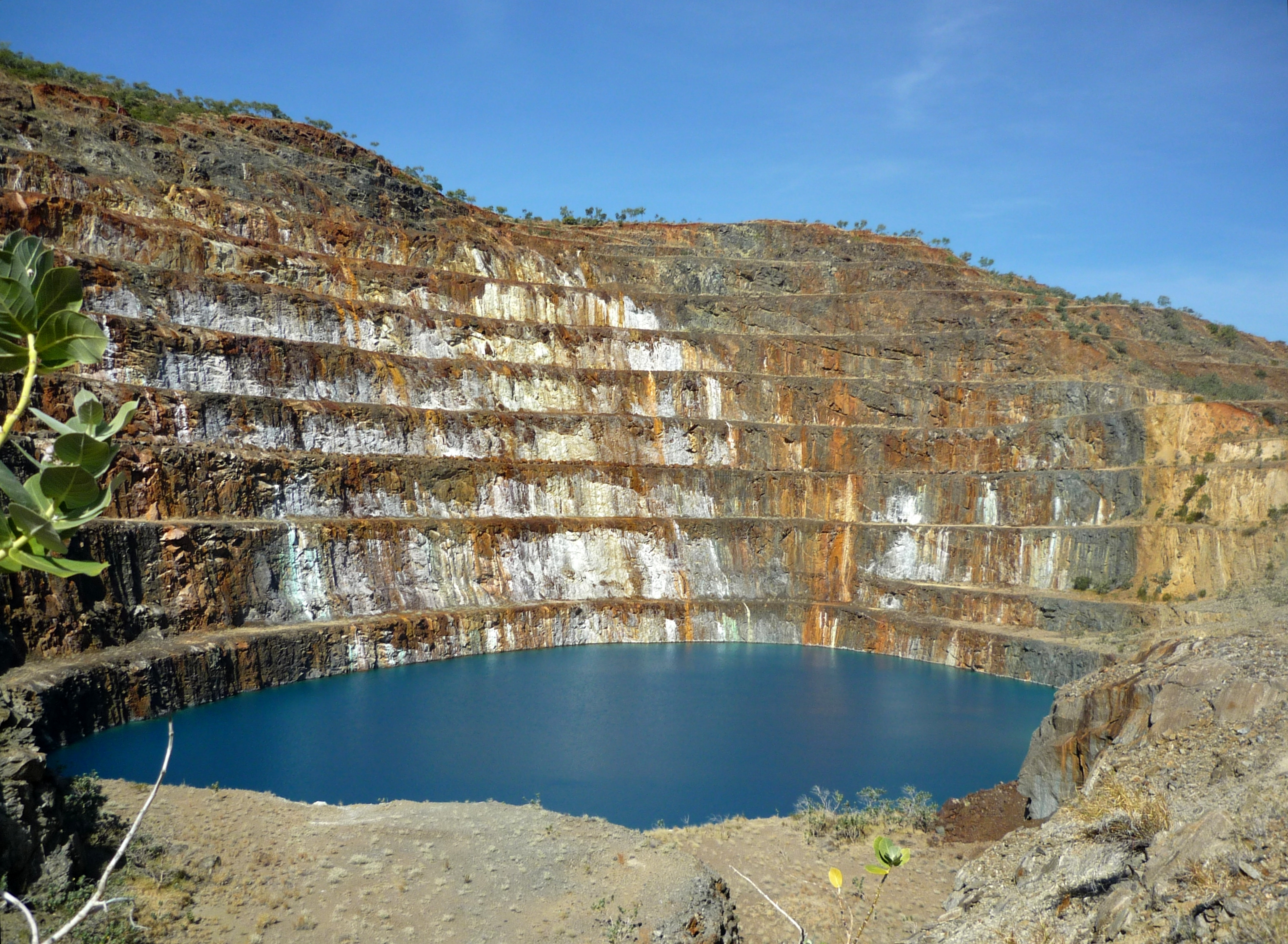
Mary Kathleen, Queensland, 2011

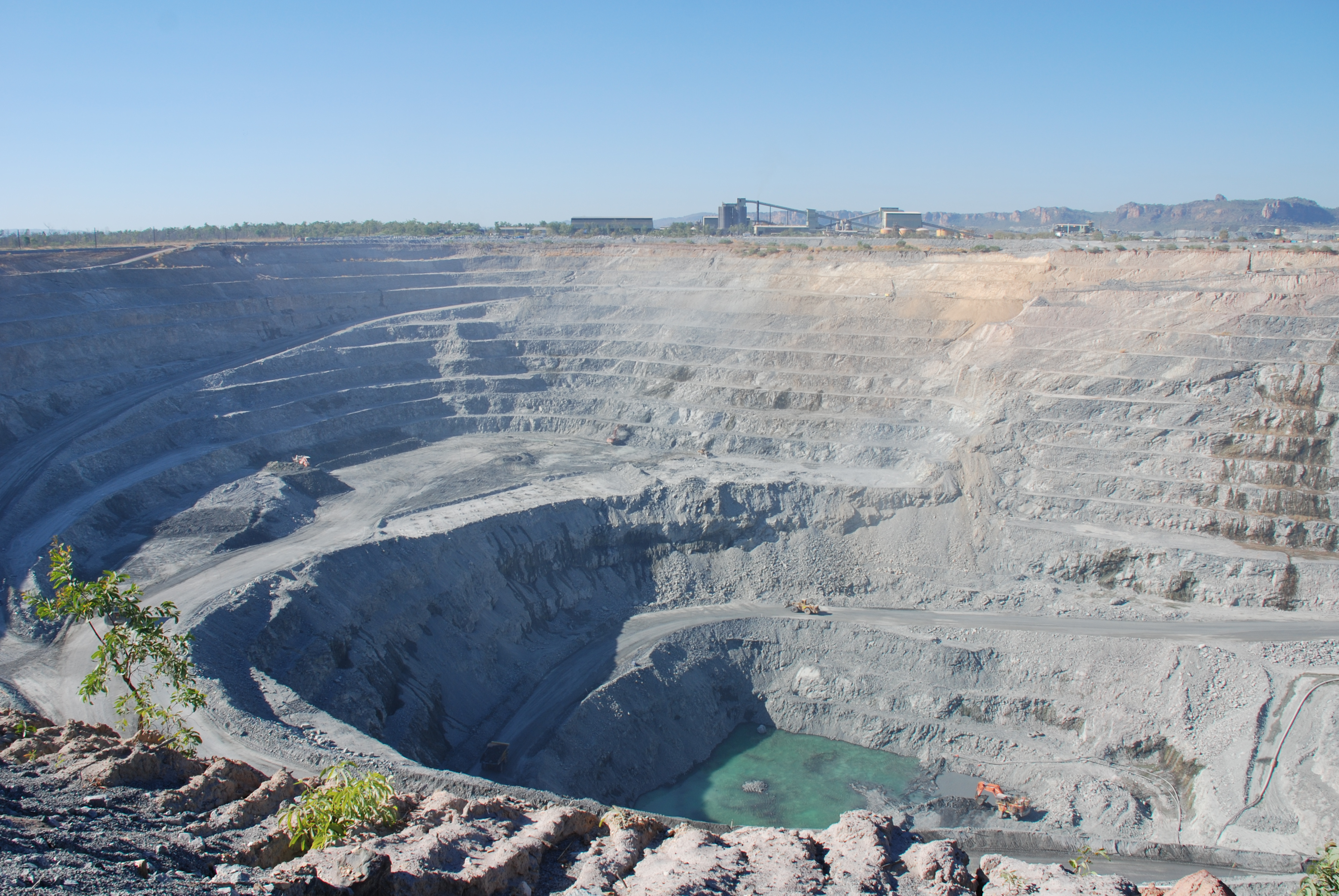
Mine d'uranium Ranger, 2009

- Browns polymetallic ore deposit (en)
- El Sherana (en)
- mine Four Mile uranium (en)
- mine Honeymoon Uranium (en)
- Jabiluka (en)
- Mary Kathleen, Queensland
- Mount Fitch (Northern Territory) (en)
- mine Nabarlek Uranium (en)
- Olympic Dam
- Radium Hill (en)
- Mine d'uranium Ranger
- Rum Jungle, Northern Territory (en)

### Zinc
- Broken Hill ore deposit (en)
- Mine de Century
- Mine de Golden Grove
- mine Hilton (en)
- Mine de zinc de McArthur River
- Mine de Mount Isa
- Mine de Cannington